# Гюрджан, Айшен
Айшен Гюрджан (род. 25 ноября 1963) — турецкий политик, министр по делам семьи и социальной политики. Первый министр Турции, носившая хиджаб.

## Биография
Родилась в 1963 году в Бурдуре. Окончила там школу.
В 1986 году окончила Анатолийский университет. В 1987—1989 годах училась на магистратуре. Получила докторскую степень. В 1990—2005 годах работала в Анатолийском университете. Написала ряд статей об обучении и семейном образовании. Преподаёт в Стамбульском коммерческом университете.
В 2011—2013 годах занимала должность заместителя министра по делам семьи и социальной политики.
С 28 августа по 17 ноября 2015 года занимала должность министра по делам семьи и социальной политики. Она стала первым министром, которая носила хиджаб. Назначение Гюраджан привлекло к себе внимание, поскольку лишь незадолго до этого был отменён закон, запрещающий государственным деятелям носить хиджабы.

## Инциденты
Большое внимание привлёк к себе твит Гюрджан, в котором она написала, что если женщина не умеет готовить бурекас (вид выпечки, другое название борек), её семья распадётся. Это заявление вызвало острую критику. Впоследствии Гюрджан спросили чем она занимается на своём посту, в ответ Айшен Гюрджан заявила: «я делаю бурекас».